# Tiebá Traoré
Tiebá Traoré (em francês: Tiéba Traoré; m. 1893) foi um fama (chefete) senufô do Reino de Quenedugu que governou de 1866 até 1893.
Era filho de Daulá e irmão de Babemba Traoré. Foi capturado na Batalha de Bleni e mantido pelos bobôs e diúlas para obtenção de resgate próximo de Satiri. Ao tornar-se fama em 1866, iniciou uma guerra implacável contra as terras senufôs no atual Burquina Fasso, declarando serem territórios de Quenedugu. Tiebá confirma a autoridade de Quenedugu desde 1875 ao se aliar aos franceses. Ele se aliou aos quiembagas de Corogo e conseguiu com sucesso repelir o cerco de Samori Turé em Sicasso de 1887-1888. Em 1888, 1891 e 1892, fez campanha contra os samogôs, turcas e caraboros, mas foi derrotado em 1890 perante Sinematiali. Em 18 de janeiro de 1893, foi envenenado em Bama, 31 quilômetros ao norte de Bobo Diulasso.